# ゴールデンフーズ
株式会社ゴールデンフーズは、かつて業務用食品の販売を手掛けていた日本の企業。ヱスビー食品の子会社。

## 概要
1980年2月に設立。本社はヱスビー食品板橋スパイスセンターと同一地に置かれていた。親会社であるヱスビー食品が製造・発売する業務用食品の総販売元となっており、大手商社や食品問屋向けに販路を広げていた。
2017年8月期には129億476万円の売上があったが、同期は約29億9,000万円の債務超過となった。ヱスビー食品の事業再編により、2017年9月1日付で当社が行っていた事業はヱスビー食品本体やグループ会社へ移管された。
当社は清算手続へ移行し、エスビー食品による債権回収などの手続が概ね完了したことから、2018年10月31日に解散を決議。同年11月5日に東京地方裁判所へ特別清算を申請し、同年11月26日に特別清算開始決定を受けた。負債総額は48億3,400万円で、ほぼ全てがエスビー食品に対する債務であるという。その後、2019年4月24日に法人格が消滅した。

## 取り扱っていた製品
全てヱスビー食品が製造・発売していた製品であった。いずれも2017年9月にヱスビー食品へ総販売元を移管。
- 業務用カレー粉
- 業務用レトルトカレー
- 業務用スパイス
- 業務用パスタソース